# Bernabé de Garay y Saavedra
Bernabé de Garay y Saavedra (Santa Fe, gobernación del Río de la Plata y del Paraguay, ca. 1605 – ib., gobernación del Río de la Plata, 1660) era un militar y funcionario hispano-criollo que llegaría al rango de general, que fue elegido alcalde de primer voto y posteriormente asignado en el cargo de teniente de gobernador de Santa Fe en el año 1640.

## Biografía

### Origen familiar y primeros años
Bernabé de Garay y Saavedra había nacido hacia 1605 en la ciudad de Santa Fe, capital de la tenencia de gobierno homónima en la gobernación del Río de la Plata y del Paraguay, la cual formaba parte como una entidad autónoma dentro del Virreinato del Perú.
Sus padres fueron el teniente de gobernador santafesino Juan de Garay y Becerra y su cónyuge Juana de Saavedra y Sanabria, y era sobrino materno del obispo tucumano Hernando de Trejo y Sanabria.
Era un nieto paterno del gobernador rioplatense-paraguayo Juan de Garay, fundador de Santa Fe y de la segunda Buenos Aires, y nieto materno del gobernador interino Martín Suárez de Toledo y de su esposa María de Sanabria Calderón, medio hermana uterina del ya citado obispo.
Por lo tanto, Bernabé era bisnieto del adelantado nominal Juan de Sanabria y de su esposa Mencia Calderón Ocampo "la Adelantada", y sobrino nieto del adelantado nominal sucesor por dos vidas Diego de Sanabria.

### Funcionario, alcalde y teniente de gobernador
Bernabé llegó a ser maestre de campo general, y como tal posteriormente fue nombrado regidor del Cabildo de Santa Fe, capital de la tenencia de gobierno que pasó a formar parte de la nueva gobernación del Río de la Plata.
Al poco tiempo fue elegido alcalde ordinario de primer voto de la misma ciudad citada, y en 1640 fue nombrado en el cargo de teniente de gobernador de Santa Fe.

### Fallecimiento
Finalmente el general Bernabé de Garay y Saavedra fallecería en la ciudad de Santa Fe en el año 1660.

## Concubinato y descendencia
Se supone que el general Bernabé de Garay y Saavedra fallecería soltero pero con Juana Ramírez de Cabrera, quizás una pariente de Gonzalo Martel de Cabrera y cuyo padre falleciera en 1650, tuvo una hija natural documentada:
- Antonia de Garay y Cabrera[4][6][7] (Santa Fe,[4] ca. 1650 - Corrientes, ca. 1671), quien se casó con el teniente de gobernador correntino Baltasar Maciel y de la Cueva,[4][7] pero aparentemente de este primer matrimonio de ambos no hubo hijos documentados.[6][7]